# 総供給関数

総供給関数のグラフ。左側はケインズ主義、右側は古典派（完全雇用）の場合を指す

総供給関数（そうきょうきゅうかんすう,英: Aggregate supply function ）とは、イギリスの経済学者ジョン・メイナード・ケインズが、
『雇用・利子および貨幣の一般理論』の中で述べた、社会全体の雇用量 {\displaystyle N} の変化に応じてどれだけの生産物の価額 {\displaystyle Z} が供給されるのかを示した関数 {\displaystyle Z=\phi (N)} のことをいう。
総供給曲線がどのような形状を示すかは論争のあるところであるが、『一般理論』は新古典派経済学のミクロ理論の前提を引き継ぎ、競争的市場と収穫逓減を仮定している。したがって、個々の企業の価格 {\displaystyle p} は限界費用に等しいと仮定される。いま、製品あたり原材料量を {\displaystyle u}、賃金率を {\displaystyle w}、労働量を {\displaystyle l}、生産量を {\displaystyle q} とすれば、限界費用は1製品単位あたりの費用であるから、{\displaystyle (u+w{\frac {dl}{dq}})} となる。すなわち
{\displaystyle p=(u+w{\frac {dl}{dq}})}
である。そこで
{\displaystyle (p-u)q=wq{\frac {dl}{dq}}=w{\frac {dl}{l}}/{\frac {dq}{q}}l}
である。これを社会全体として合計することが可能ならば、{\displaystyle \sum (p-u)q} は、生産されるものの総付加価値で総供給価格 {\displaystyle Z} となる。社会全体の生産量を {\displaystyle O}、雇用量を {\displaystyle N} とすると、{\displaystyle w{\frac {dl}{l}}/{\frac {dq}{q}}l} は {\displaystyle w{\frac {\Delta N}{N}}/{\frac {\Delta O}{O}}N} で、雇用量 {\displaystyle N} と総供給価格 {\displaystyle Z} との関係は、
{\displaystyle Z=w{\frac {\Delta N}{N}}/{\frac {\Delta O}{O}}N}
であるから、生産量を1パーセント増したとき、労働量が何パーセント増すかという雇用の産出量弾力性 {\displaystyle {\frac {\Delta N}{N}}/{\frac {\Delta O}{O}}} に依存することになる。